# Ropa (Wisłoka)
Die Ropa ist ein 78,7 Kilometer linker Zufluss der Wisłoka in der Woiwodschaft Kleinpolen und der Woiwodschaft Karpatenvorland in Polen.

## Geografie

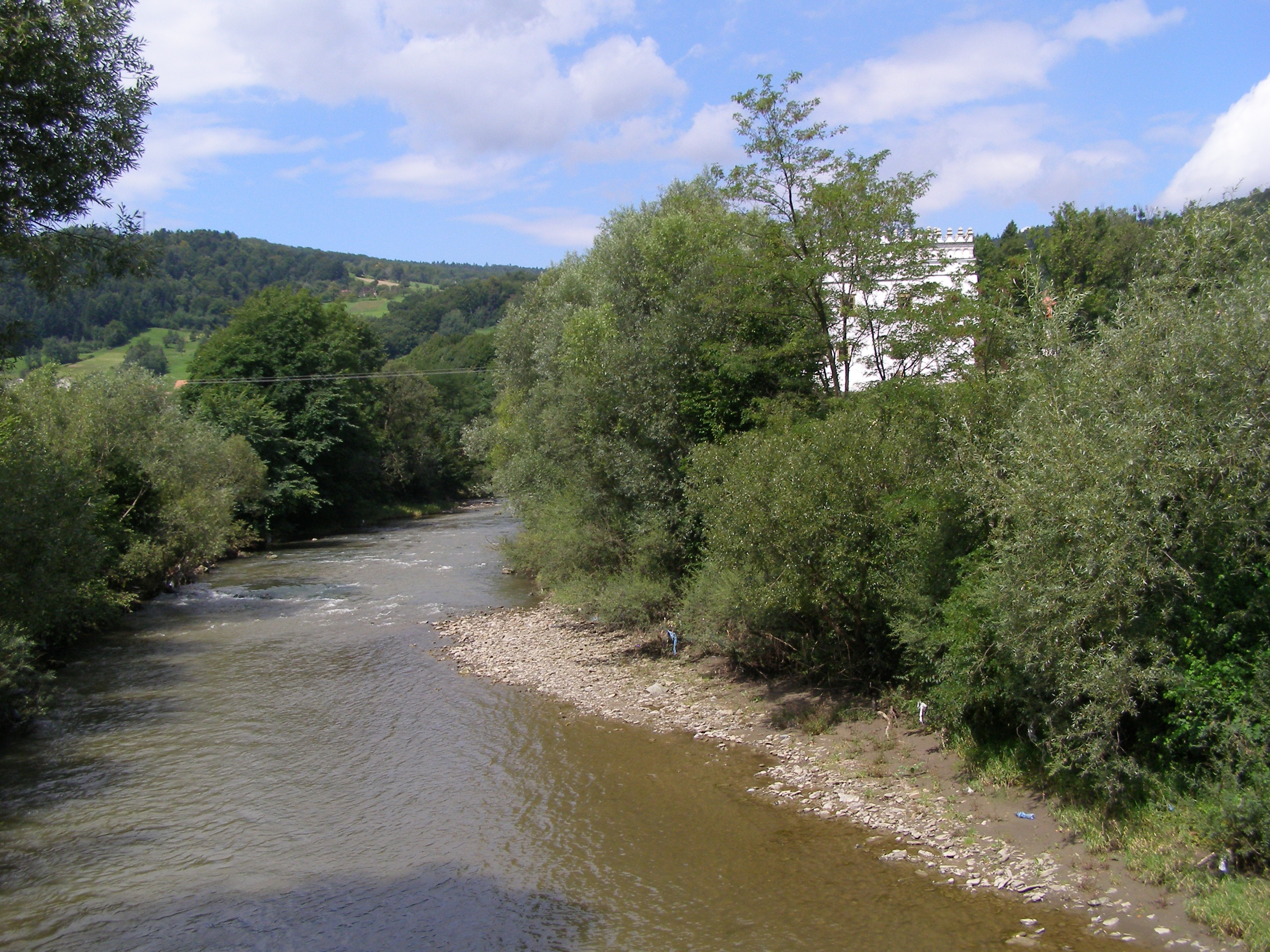
Die Ropa bei Szymbark

Der Fluss entspringt bei Wysowa-Zdrój unweit der Grenze zur Slowakei in den Niederen Beskiden. Die Ropa fließt dann zunächst in nordwestlicher Richtung, passiert dabei den Stausee Jezioro Klimkowskie, wendet sich in Ropa nach Nordosten, wobei die Droga krajowa 28 ihrem Lauf folgt, nimmt in der Stadt Gorlice den rechten Zufluss Sękówka, in der Kleinstadt Biecz den linken Zufluss Sitniczanka auf und fließt unterhalb von Biecz nach Eintritt in die Woiwodschaft Karpatenvorland in östlicher Richtung bis zur Stadt Jasło weiter, wo sie in die Wisłoka mündet.
Das Einzugsgebiet wird mit 974,1 Quadratkilometern angegeben.